# Moravec-paradoxon
A Moravec-paradoxon a mesterséges intelligencia és a robotika kutatóinak meglepő felfedezése, miszerint a hagyományos feltételezésektől eltérően a magas szintű gondolkodás nagyon kicsi számítási teljesítményt vesz igénybe, az alacsony szintű szenzomotoros készségek ellenben óriási számítási erőforrásokat igényelnek. A paradoxont először Hans Moravec, Rodney Brooks, Marvin Minsky és mások fogalmazták meg az 1980-as években. Moravecet idézve: „a számítógépeket viszonylag könnyen képessé tehetjük arra, hogy felnőttekéhez mérhető szintű eredményeket érjenek el intelligenciateszteken vagy a dámajátékban, de a lehetetlent súrolóan nehéz eljuttatni őket az egyéves gyerekek szintjére az észlelés és manőverező képesség területén”.
A nyelvész és kognitív tudós Steven Pinker a Moravec-paradoxont a mesterséges intelligencia kutatói által elért legfontosabb felfedezésnek tartja. Könyvében – A nyelvi ösztön – így fogalmaz:

„Az MI-kutatás harminc évének legfontosabb tanulsága az, hogy a nehéz feladatok könnyűek, a könnyű feladatok pedig nehezek. Egy négyéves gyerek mentális képességei, amelyeket természetesnek veszünk – egy arc felismerése, egy ceruza felemelése, egy kérdés megválaszolása, keresztülmenni egy szobán – az elképzelhető legnehezebb mérnöki problémák megoldására is alkalmasak. […] Ahogy az intelligens gépek új generációja megjelenik, a tőzsdei elemzők, a vegyészmérnökök és a feltételes szabadságra bocsátásban döntést hozó bizottsági tagok azok, akiknek okuk van a félelemre, hogy elveszítik munkájukat. A kertészek, a recepciósok és a szakácsok még évtizedekig biztonságban végezhetik munkájukat.”

– Steven Pinker: A nyelvi ösztön

Marvin Minsky kiemeli, hogy a legnehezebben visszafejthető emberi képességek azok, melyeket nem tudatosan végzünk. „Általában véve, annak vagyunk a legkevésbé tudatában, amit az agyunk a leghatékonyabban végez”, írja, majd hozzáteszi: „jobban tudatosítjuk azokat az egyszerű folyamatokat, amik nem jól működnek, mint azokat a komplex folyamatokat, amik hibátlanul dolgoznak”.

## Az emberi készségek biológiai alapja
A paradoxon egyik lehetséges magyarázata, amit Moravec is felkínál, az evolúción alapul. Az ember által használt valamennyi készség biológiai úton jött létre, a természetes szelekció folyamatának eszközei által. Az evolúció során a természetes szelekció jellemzően megőrzi a tervezési javításokat és optimalizálásokat. Minél régebbi egy készség, annál több ideje volt a természetes kiválasztódásnak, hogy tökéletesítse azt. Mivel az absztrakt gondolkodás egy meglehetősen új keletű fejlemény, nem számíthatunk rá, hogy különösebben hatékony módon lenne megvalósítva.
Ahogy Moravec írja:

„Az emberi agy nagy területet elfoglaló, magasan fejlett szenzoros és motoros területeiben kódolva ott található milliárd évnyi tapasztalat a világ természetéről és a benne való túlélés módjairól. Az a szándékolt folyamat, amit logikus gondolkodásnak nevezünk, úgy hiszem, csak az emberi gondolkozás legvékonyabb külső héját alkotja – hatékonyságát kizárólag az azt támogató, sokkal ősibb és hatalmasabb, bár általában öntudatlan, szenzomotoros tudás adja. Valamennyien bámulatos olimpikonok vagyunk az észlelési és motoros területeken, játszi könnyedséggel végezzük ezeket a feladatokat. Az absztrakt gondolkodás azonban új trükk, talán kevesebb mint 100 ezeréves – nem is sikerült még tökélyre fejlesztenünk. Egyáltalán nem eredendően nehéz feladat, mégis annak érezzük.”

– Hans Moravec

A fenti érvelés így foglalható össze:
- Bármely emberi készség visszafejtésének nehézsége nagyjából azzal az idővel arányos, amíg a készség az állatokban fejlődött.
- A legrégebbi készségeink nagyrészt öntudatlanok, ezért úgy tűnik, mintha megerőltetés nélkül hajtanánk végre azokat.
- Így tehát a könnyednek tűnő készségek visszafejtésénél nehézségekre számíthatunk, míg az erőfeszítést igénylőknek nem is feltétlenül bonyolult a visszafejtése.

Néhány készség, ami több millió éven keresztül tökéletesedett: egy arc felismerése, térbeli helyváltoztatás, az emberek motivációinak megítélése, egy labda elkapása, egy hang felismerése, megfelelő célok kitűzése, érdekes dolgokra való odafigyelés; bármi, aminek köze van az észleléshez, figyelemhez, vizualizációhoz, motoros készségekhez, társas készségekhez stb.
Néhány újonnan megjelent készség: matematika, tervezés, emberi játékok, logika, a tudomány nagy része. Ezek nehezebbek számunkra, mert testünket és agyunkat elsősorban nem ezekre készítette fel az evolúció. Történelmi léptékben a közelmúltban fejlődtek ki, legfeljebb néhány ezer év állt rendelkezésre a finomításukra a(z) (szociokulturális) evolúciónak.

## Hatása a mesterséges intelligencia kutatásában
Az MI-kutatás kezdetén a kutatócsoportok vezetői sok esetben azt jósolták, hogy néhány évtizeden belül gondolkodó gépeket leszünk képesek előállítani. Optimizmusukat táplálta, hogy sikeresen meg tudtak írni olyan programokat, amelyek logikus döntéseket hoztak, algebrai és geometriai problémákat oldottak meg és a dámához vagy a sakkhoz hasonló játékokban tűntek ki. A logika, az algebra az emberek számára nehéz területek, ezért az intelligencia jelének tekintjük használatukat. Feltételezték tehát, hogy csaknem az összes „nehéz” probléma megoldása után, a „könnyű” problémákkal, mint a gépi látás vagy a mindennapi tudás (commonsense reasoning) már gyorsan végeznek. Ebben csalatkozniuk kellett, aminek egyik oka az, hogy ezek a problémák egyáltalán nem könnyűek, sőt rendkívül nehezek. Az, hogy meg tudtak birkózni a logika vagy az algebra problémájával, irreleváns – ezek a problémák rendkívül könnyűek a számítógépek számára.
Rodney Brooks magyarázata szerint a korai MI-kutatás által használt intelligencia fogalma „leginkább úgy írható le, hogy azok a dolgok, amik felsőfokú végzettségű (férfi) tudós számára kihívást jelentenek”, ilyen a sakk, a szimbolikus integrálás, matematikai tételbizonyítás, komplikált szóalgebra-problémák megoldása. „Azokra a dolgokra, amikre egy négy-ötéves gyerek képes különösebb erőfeszítés nélkül, például két lábon járni, vizuálisan megkülönböztetni egy kávéscsészét egy széktől, vagy eltalálni a hálószobából a nappaliba, nem gondoltak intelligenciát igénylő tevékenységként.”
Ez oda vezetett, hogy Brook új irányba indult el az MI és a robotika kutatásában. Úgy döntött, hogy az általa tervezett intelligens gépek „Nem foglalkoznak a megismeréssel. Csak érzékeléssel és cselekvéssel. Ennyit fogok beléjük építeni, és teljesen ki fogom hagyni, amit hagyományosan a mesterséges intelligenciából »intelligenciának« tekintettek.” Az új irány, amit Nouvelle AI-nak neveztek el, nagy hatással volt a későbbi robotikai és MI-kutatásokra.

## Fordítás
- Ez a szócikk részben vagy egészben a Moravec's paradox című angol Wikipédia-szócikk ezen változatának fordításán alapul.  Az eredeti cikk szerkesztőit annak laptörténete sorolja fel. Ez a jelzés csupán a megfogalmazás eredetét és a szerzői jogokat jelzi, nem szolgál a cikkben szereplő információk forrásmegjelöléseként.